# John Greyson
John Greyson est un producteur, réalisateur et scénariste canadien, né en 1960 à Toronto (Canada).

## Filmographie

### Réalisateur
- 1984 : The Perils of Pedagogy
- 1985 : Kipling Meets the Cowboy
- 1985 : The Jungle Boy
- 1986 : Moscow Does Not Believe in Queers
- 1987 : A Moffie Called Simon film sur Simon Nkoli
- 1988 : Pissoir
- 1991 : The Making of Monsters
- 1993 : Zero Patience
- 1994 : You Taste American
- 1995 : After the Bath
- 1996 : Les Feluettes (Lilies)
- 1997 : Uncut (en)
- 1998 : Made in Canada (série TV)
- 2000 : The Law of Enclosures (en)
- 2003 : Proteus

### comme Scénariste
- 1988 : Pissoir (en)
- 1991 : The Making of Monsters
- 1993 : Zero Patience
- 1997 : Uncut (en)
- 2000 : The Law of Enclosures (en)

### comme Producteur
- 1997 : Uncut (en)
- 2000 : The Law of Enclosures (en)
- 2003 : Proteus

## Récompenses et Nominations

### Récompenses
- 1996 : Festival des films du monde de Montréal de Montréal, Meilleur film canadien : Les Feluettes
- 1996 : Prix Génie du meilleur film pour Les Feluettes
- 1997 : Au Los Angeles Outfest, Grand Prix du Jury pour Outstanding American Narrative Feature : Les Feluettes
- 1997 : Au Festival International du Film Lesbien et Gay de San Francisco, Prix de la Meilleure réalisation : Les Feluettes

### Nominations
- 1996 : Prix Génie pour la meilleure direction : Les Feluettes
- 1996 : Au Festival international du film de Locarno, Léopard d'Or : Les Feluettes